# Бојишина
Бојишина је насељено место града Лесковца у Јабланичком округу. Према попису из 2022. било је 109 становника. Бојишина је мање планинско село које је смештено с десне стране Јужне Мораве.

## Полажај и тип.
Мање планинско село десно од Јужне Мораве. Лежи између насеља Дедине Баре са СЗ и Боћевице са ЈИ. Становници водом се снабдевају из неколико мањих кладенаца. Топографски називи су: Стрмац, Цер, Залучак, Купињак, Средњи Рид, Касапски Трап, Црни Пањ, Страшка Падина, Јабланска Долина, Големи Камен, Орашје. Сикиљевац, Cтpaње, Високи Рид, Доброво Село, Рамниште.
Бојишина има раз6ијен тип. Поједине махале, почев од Ј. Мораве, зову се: Калајџици, Копитарци (означена на карти), Цветковци (означена на карти), Ивковци, Стаменковци (на карти: Стаменковци), Божичани и Бојанинци. Укупно село има 56 домова (1958. г.).

## Старине и прошлост
Потез Добраво Село лежи у rорњем високом делу данашње Бојишине близу места Петлов Рид. Старији сељаци наводе, да је некада тамо било неко насеље. А неки кажу: „„Бог ти знае шта је било"”. На месту где је лежало то насеље садашњи становници изоравају „цигле, цреп и друго нешто" . По причању, те су цигле квадратасте са странама дугим око 30 см. Дебљина циrала износи око 10 см.
На потесу Рамниште, до данашње махале Бојанинци, говори се, да је постојало неко старо гробље. Сада је тамо њива сељака Велимира Николића. Он ми је говорио, да је у њиви изоравао „дугачки гробови", пошто су „неки пут људи били високи".
Бојишина је релативно младо село основано од досењеника кpajeм XVIII или почетком XIX века. До друrог светскоr рата Бојишина и суседна Боћевица били су једно насеље. То насеље звало се Бојишина, док се Боћевица водила као њена махала (на карти Бочева Мах.).
У поменутом paтy између данашње Бојишине и Боћевице водила је окупациона српско-бугарска граница. Бојишина је лежала на територији Србије, а Боћевица на територији окупираној од Бугара. Онда оне су се почелe рачунати као посебна села. Иначе атар села са њивама, пашом и шумом остао је заједнички.
Бојишина раније је имала две махале: Дервен поред Ј. Мораве у западном делу села и Кошара на планинском земљишту у источном крају села. Дервен сада се рачуна као део варошице Грделице.
Сеоске славе су Спасовдан и Бели Петак (први петак после Духова). У ствари Бели Петак је преслава, „заричана" 1911. г., јер је тада много „убио град" . У овом селу више гостију има на дан Белог Петка, пошто Спасовдан славе и нека друга околна села.
Бојишина има посебно гробље. Налази се близу места Кошара. Тамо је и сеоски крст. О празницима сељаци посећују цркву у Грделици.

## Историја
Бојишина је релативно младо село основано од досељеника крајем 18. или почетком 19. века. До Другог светског рата Бојишина и суседна Боћевица биле су једно насеље. То насеље звало се Бојишина, док је Боћевица била њена махала. У поменутом рату, између данашње Бојишине и Боћевице налазила се окупациона српско-бугарска граница, тако да је Бојишина била са српске, а Боћевица са бугарске стране. Од тада су оне почеле да се рачунају као посебна села.
Сеоске славе су Спасовдан и Бели Петак. У селу се налази и мали сеоски крст.

## Демографија
У насељу Бојишина живи 210 пунолетних становника, а просечна старост становништва износи 46,7 година (47,6 код мушкараца и 45,9 код жена). У насељу има 86 домаћинстава, а просечан број чланова по домаћинству је 2,85.
Ово насеље је у потпуности насељено Србима (према попису из 2002. године), а у последња три пописа, примећен је пад у броју становника.
|             | \| Демографија[3] \| Демографија[3] \| Демографија[3] \| \| Година \| Становника \| Становника \| \| -------------- \| -------------- \| -------------- \| \| 1948. \| 337 \| \| \| 1953. \| 382 \| \| \| 1961. \| 393 \| \| \| 1971. \| 369 \| \| \| 1981. \| 326 \| \| \| 1991. \| 267 \| 265 \| \| 2002. \| 245 \| 256 \| \| 2011. \| 185 \| \| \| 2022. \| 109 \| \| |            |
| Демографија | |            |
| Година      | Становника | Становника |
| 1948.       | 337 |            |
| 1953.       | 382 |            |
| 1961.       | 393 |            |
| 1971.       | 369 |            |
| 1981.       | 326 |            |
| 1991.       | 267 | 265        |
| 2002.       | 245 | 256        |
| 2011.       | 185 |            |
| 2022.       | 109 |            |

| Етнички састав према попису из 2002.‍ | Етнички састав према попису из 2002.‍ | Етнички састав према попису из 2002.‍ | Етнички састав према попису из 2002.‍ | Етнички састав према попису из 2002.‍ |
| ------------------------------------ | ------------------------------------ | ------------------------------------ | ------------------------------------ | ------------------------------------ |
|                                      |                                      |                                      |                                      |                                      |
| Срби                                 | Срби                                 |                                      | 245                                  | 100,0%                               |
| непознато                            | непознато                            |                                      | 0                                    | 0,0%                                 |

| Година пописа     | 1948. | 1953. | 1961. | 1971. | 1981. | 1991. | 2002. |
| ----------------- | ----- | ----- | ----- | ----- | ----- | ----- | ----- |
| Број домаћинстава | 56    | 59    | 72    | 89    | 85    | 78    | 86    |

| Број чланова      | 1  | 2  | 3 | 4 | 5 | 6  | 7 | 8 | 9 | 10 и више | Просек |
| ----------------- | -- | -- | - | - | - | -- | - | - | - | --------- | ------ |
| Број домаћинстава | 20 | 33 | 6 | 9 | 5 | 11 | 2 | 0 | 0 | 0         | 2,85   |

| Пол    | Укупно | Неожењен/Неудата | Ожењен/Удата | Удовац/Удовица | Разведен/Разведена | Непознато |
| ------ | ------ | ---------------- | ------------ | -------------- | ------------------ | --------- |
| Мушки  | 105    | 20               | 76           | 8              | 1                  | 0         |
| Женски | 113    | 21               | 75           | 16             | 1                  | 0         |
| УКУПНО | 218    | 41               | 151          | 24             | 2                  | 0         |

| Пол    | Укупно                    | Пољопривреда, лов и шумарство | Рибарство                            | Вађење руде и камена | Прерађивачка индустрија       |
| ------ | ------------------------- | ----------------------------- | ------------------------------------ | -------------------- | ----------------------------- |
| Мушки  | 27                        | 1                             | 0                                    | 0                    | 5                             |
| Женски | 13                        | 0                             | 0                                    | 0                    | 7                             |
| УКУПНО | 40                        | 1                             | 0                                    | 0                    | 12                            |
| Пол    | Производња и снабдевање   | Грађевинарство                | Трговина                             | Хотели и ресторани   | Саобраћај, складиштење и везе |
| Мушки  | 1                         | 12                            | 0                                    | 1                    | 1                             |
| Женски | 0                         | 0                             | 2                                    | 0                    | 0                             |
| УКУПНО | 1                         | 12                            | 2                                    | 1                    | 1                             |
| Пол    | Финансијско посредовање   | Некретнине                    | Државна управа и одбрана             | Образовање           | Здравствени и социјални рад   |
| Мушки  | 0                         | 0                             | 0                                    | 3                    | 1                             |
| Женски | 0                         | 0                             | 0                                    | 4                    | 0                             |
| УКУПНО | 0                         | 0                             | 0                                    | 7                    | 1                             |
| Пол    | Остале услужне активности | Приватна домаћинства          | Екстериторијалне организације и тела | Непознато            | Непознато                     |
| Мушки  | 0                         | 0                             | 0                                    | 2                    | 2                             |
| Женски | 0                         | 0                             | 0                                    | 0                    | 0                             |
| УКУПНО | 0                         | 0                             | 0                                    | 2                    | 2                             |